# Big Little Book

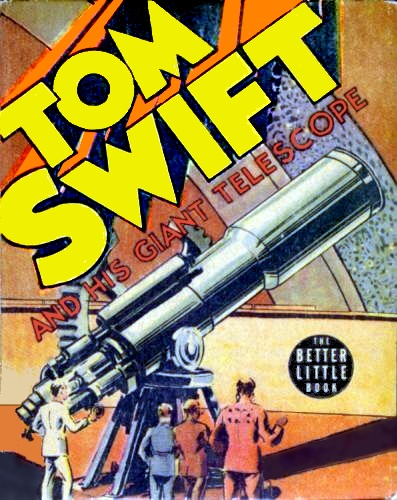
Couverture d'un Better Little Book de 1939 consacré à Tom Swift.

Big Little Book (« Gros petits livres ») est une collection de plus de 500 livres au petit format (9×11,5) épais de 200 à plus de 400 pages publiés de 1932 à 1950 par Whitman Publishing à destination du jeune public. 
Les Big Little Books contenaient généralement du texte sur la page de gauche et une illustration ou des bandes dessinées sur la page de droite : le premier volume reprenait ainsi des bandes quotidiennes de Dick Tracy. 
Peu onéreux, ces ouvrages ont rapidement rencontré un grand succès, ce qui a conduit de nombreux éditeurs à imiter ce modèle, et Whitman à renommer en 1938 sa collection Better Little Book.

## Histoire
En décembre 1932 la Western Publishing publie sous la marque Whitman Publishing le livre The Adventures of Dick Tracy dans un nouveau format nommé Big Little Book. Ces ouvrages font 9,21 cm de large sur 11,43 de haut et comportent entre 212 et 432 pages. Les pages alternent une illustration à droite (d'abord en noir et blanc puis en couleur) et du texte sur la page de gauche. Ces ouvrages sont le plus souvent des adaptations de séries déjà notoires et se retrouve des héros de feuilletons radiophoniques (The Shadow), des personnages de romans pour la jeunesse (Uncle Wiggily), des personnages de romans (John Carter) ou des héros de films (Bambi).